# Pablo Cano da Costa
Pablo Cano da Costa (nacido en Montevideo, Uruguay, 7 de julio de 1992) es un entrenador uruguayo de baloncesto que actualmente dirige al equipó de CB Bahía San Agustín de la Liga LEB Plata.

## Trayectoria
Es un entrenador de baloncesto formado en las categorías inferiores del Defensor Sporting Club, pasando por todas las categorías formativas, incluyendo la Sub-23 y también fue asistente técnico en el primer equipo de la Liga Uruguaya de Básquetbol de Primera División.
En la temporada 2019-20, ejerce como técnico asistente de Ángel Cepeda en el filial del Valencia Basket.
En septiembre de 2020, firma como entrenador asistente del Hapoel Be'er Sheva B.C. israelí, en el que trabaja durante dos temporadas.
En junio de 2022, ejerce como entrenador asistente de la Selección femenina de baloncesto de Uruguay, donde trabajaría hasta octubre de 2023. 
En agosto de 2022, firma como entrenador asistente de Christophoros Livadiotes en la Selección de baloncesto de Chipre.
En julio de 2023, firma como técnico asistente de Guillermo Narvarte en el Abejas de León de la Liga Nacional de Baloncesto Profesional de México, en el que trabaja hasta enero de 2024. 
El 19 de mayo de 2024, firma por el CB Bahía San Agustín de la Liga LEB Plata.

## Clubs
- 2015-18 Categorías inferiores del Defensor Sporting Club. Entrenador
- 2019-20 Valencia Basket B. Liga EBA. Entrenador ayudante
- 2020-2022 Hapoel Be'er Sheva B.C. Entrenador ayudante.
- 2022-23 Selección femenina de baloncesto de Uruguay. Entrenador ayudante.
- 2022-actualidad Selección de baloncesto de Chipre. Entrenador ayudante.
- 2023-2024 Abejas de León. LNBP. Entrenador ayudante.
- 2024-actualidad CB Bahía San Agustín. Liga LEB Plata.